# Jimmie Augustsson
Jimmie Augustsson, född 13 april 1981 i Tyringe, är en svensk fotbollsspelare med meriter från allsvenskt spel i såväl Trelleborgs FF som Kalmar FF under åren 2006–2010.

## Karriär
Augustssons moderklubb är Tyringe IF varifrån han år 1995 värvades till IFK Hässleholm. Han tog sedan ytterligare ett steg i karriären då han från säsongen 2005 spelade för Trelleborgs FF i Superettan. Här var han 2006 med om att återföra klubben till Allsvenskan där han följande säsong fick spela 19 matcher (18 från start). 
Inför säsongen 2008 såg Kalmar FF:s tränare Nanne Bergstrand potential i den kvicke yttermittfältaren och signade sålunda Augustsson på free agent. Året blev lite upp och ner för den forne skåningen som ändå fick spela 11 matcher (5 från start) då Kalmar tog hem SM-guldet.
Under följande säsonger blev speltiden allt mindre för Augustsson som i december 2010 lämnade Kalmar FF och skrev på ett tvåårskontrakt med superettanklubben Assyriska FF.

## Övrigt
Jimmies farbror heter Bo Augustsson som bland annat har tränat Landskrona BoIS.

## Meriter
Kalmar FF
- Svensk mästare 2008
- Supercupen 2009